# Riesenzahn

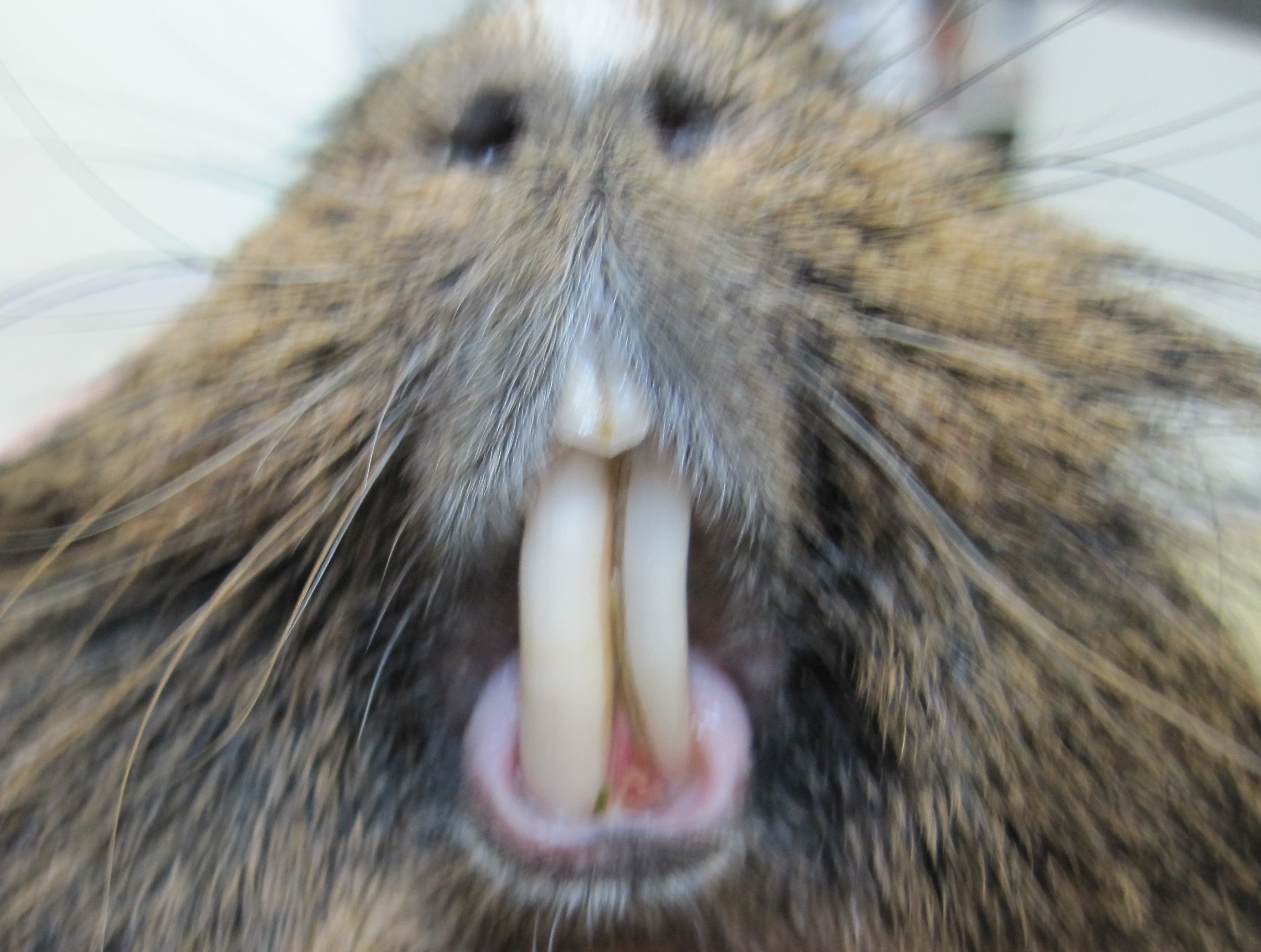
Makrodont rechts (links im Bild)

Als Riesenzahn (Makrodont) bezeichnet man eine Zahnerkrankung bei Meerschweinchen, bei der es zu einer starken Verdickung eines Schneidezahns kommt.
Die Ursache für die Entstehung eines Riesenzahns ist nicht geklärt. Während in der älteren Literatur eine genetische Veranlagung postuliert wurde, werden in der jüngeren Literatur Entzündungen im Bereich des Zahnkeims verantwortlich gemacht. Durch pathologische Kaukräfte kommt es zu einer Verformung der Zahnwurzel mit Bildung eines deformierten Zahns. Das Verhältnis der Hartsubstanzen Schmelz und Dentin ist dabei meist unverändert. Es können aber auch fasrige Defekte wie bei Faserzähnen auftreten.
Die Zahnverdickung verursacht zunächst keine Funktionseinschränkung. Durch mangelndem Abrieb des verdickten Zahns kann sich aber ein schiefer Biss entwickeln, der zu weiteren Gebissveränderungen führen kann. Eine Röntgenaufnahme kann zur Diagnosesicherung herangezogen werden. Die Behandlung erfolgt durch regelmäßiges Abschleifen des fehlformierten Zahns, um die Schädigung seines Gegenspielers und eine Gebissfehlstellung zu verhindern. Eine Extraktion ist meist nicht sinnvoll, da diese bei Meerschweinchenschneidezähnen nur chirurgisch mit Abtragen des knöchernen Zahnfachs erfolgen kann, was ein erhebliches Operationsrisiko bedeutet.